# Madurai (dystrykt)

Dystrykt Madurai na mapie stanu Tamilnadu

Maduraj – jeden z dystryktów stanu Tamilnadu (Indie). Od północy graniczy z dystryktem Dindigul, od wschodu z dystryktem Sivaganga, od południa z dystryktem Virudhunagar, od zachodu z dystryktem Theni. Stolicą dystryktu Maduraj jest miasto Maduraj.